# Zac Gallen
Zachary Peter Gallen (Somerdale, Nueva Jersey, 3 de agosto de 1995), más conocido como Zac Gallen, es un jugador profesional estadounidense de béisbol que se desempeña en la posición de lanzador en Arizona Diamondbacks, equipo de las Grandes Ligas de Béisbol (MLB). Logró obtener el premio Primer Equipo All-MLB.

## Carrera
Gallen jugó como profesional una temporada en Miami Marlins (2019), después pasó a Arizona Diamondbacks, donde lleva jugando seis temporadas.

## Premios
En 2023, fue galardonado con el premio Primer Equipo All-MLB.